# Perzagno
Perzagno (in montenegrino Prčanj)  è un centro abitato del Montenegro, compreso nel comune di Cattaro.
Fu un comune della Provincia di Cattaro, suddivisione amministrativa del Governatorato della Dalmazia, dipendente dal Regno d'Italia dal 1941 al 1943.